# Агама рогата Теннента
Агама рогата Теннента (Ceratophora tennentii) — представник роду рогатих агам з родини агамових. Інша назва «листоноса ящірка».

## Опис
Завдовжки сягає 12—13 см. Колір шкіри зелений, що здатний змінюватися на червонувато-коричневий. Черево світліше на спину. Самці більш яскраво забарвлені. Тулуб циліндричний, трохи стиснутий. Морда коротка, має відросток, який нагадує листя. Звідси й інша назва цієї агами. Самки мають короткі придатки на їх носом. Хвіст стрункий та чіпкий. Кінцівки тонкі й помірної довжини з гострими кігтями.

## Спосіб життя
Полюбляє вологі тропічні ліси, гірську місцину. Ці агами не дуже моторні. Зустрічаються на висоті 1100 м над рівнем моря. Ховаються серед гілля. Харчується комахами.
Це яйцекладна ящірка. Самиця відкладає до 4—5 яєць.

## Розповсюдження
Це ендемік о.Шрі-Ланка. Мешкає у гірському масиві Кнуклес у центрі острова.